# Чернышевский (Алтайский край)
Чернышевский — посёлок в Алейском районе Алтайского края России. Входит в состав Моховского сельсовета. Проживают русские, немцы.

## География
Посёлок находится в центральной части края, на ручье Катанин, в 10 км к западу от села Моховское.

### Климат
Резко континентальный. Средняя температура января −17,6 ºС, июля — +20 ºС. Годовое количество осадков — 440 мм.

## Население
| 1997 | 1998 | 1999 | 2000 | 2001 | 2002 | 2003 | 2004 | 2005 |
| ---- | ---- | ---- | ---- | ---- | ---- | ---- | ---- | ---- |
| 159  | ↘142 | ↗149 | ↗150 | ↗153 | ↘140 | ↘136 | ↘132 | ↘130 |
| 2006 | 2007 | 2008 | 2009 | 2010 | 2011 | 2012 | 2013 |      |
| ↘121 | ↘118 | ↗122 | →122 | ↘107 | ↘103 | ↘88  | ↘87  |      |

национальный состав
Согласно результатам переписи 2002 года, в национальной структуре населения русские составляли 69 %, немцы — 30 %.

## Инфраструктура
Экономика
Основное направление — сельское хозяйство.

## Транспорт
Посёлок доступен по дороге общего пользования межмуниципального значения «подъезд к пос. Чернышевскому» (идентификационный номер 01 ОП МЗ 01Н-0115) протяжённостью 1,00 км.